# とちぎマロニエカップ
とちぎマロニエカップ（Tochigi Maronie Cup）は、かつて宇都宮競馬場で行われていたダートグレード競走である。レース名の「マロニエ」は、宇都宮競馬場があった栃木県の県の木であるトチノキの近縁種セイヨウトチノキのフランス語名に由来する。

## 概要
2001年に新設された競走。ダート競走格付け委員会に格付けされたGIII競走。距離は1400mで施行。
宇都宮競馬場が2005年3月14日をもって廃止となったため、当競走も2004年の第4回開催を最後に廃止された。
この競走は、宇都宮競馬場で開催される唯一のダートグレード競走であった。北関東公営競馬では高崎競馬場でもダートグレード競走の群馬記念が開催されていた。

## 賞金
| 回数            | 総額賞金 （万円） | 1着賞金 （万円） | 2着賞金 （万円） | 3着賞金 （万円） | 4着賞金 （万円） | 5着賞金 （万円） |
| --------------- | ----------------- | ---------------- | ---------------- | ---------------- | ---------------- | ---------------- |
| 第1回（2001年） | 5,100             | 3,000            | 1,050            | 450              | 330              | 270              |
| 第2回（2002年） | 5,100             | 3,000            | 1,050            | 450              | 330              | 270              |
| 第3回（2003年） | 5,100             | 3,000            | 1,050            | 450              | 330              | 270              |
| 第4回（2004年） | 5,100             | 3,000            | 1,050            | 450              | 330              | 270              |

## 歴代優勝馬
| 回数  | 施行日         | 優勝馬           | 性齢 | 所属 | タイム | 優勝騎手 | 管理調教師 | 馬主           |
| ----- | -------------- | ---------------- | ---- | ---- | ------ | -------- | ---------- | -------------- |
| 第1回 | 2001年12月10日 | ビーマイナカヤマ | 牡7  | JRA  | 1:29.4 | 鹿戸雄一 | 高市圭二   | （有）中山牧場 |
| 第2回 | 2002年12月10日 | ノボトゥルー     | 牡6  | JRA  | 1:26.3 | 武豊     | 森秀行     | （有）池ばた   |
| 第3回 | 2003年12月9日  | ビワシンセイキ   | 牡5  | JRA  | 1:26.7 | 横山典弘 | 松田博資   | （有）ビワ     |
| 第4回 | 2004年12月7日  | ノボトゥルー     | 牡8  | JRA  | 1:27.0 | 横山典弘 | 森秀行     | （有）池ばた   |

### 各回競走結果の出典
- とちぎマロニエカップ　歴代優勝馬 - 地方競馬全国協会、2014年8月16日閲覧

#### 馬主の出典
- JBISサーチ 2014年8月16日閲覧
  - 2001年，2002年，2003年，2004年